# 王竑
王竑（1413年—1488年），字公度，陝西河州（今屬甘肅省）人，中國明朝重臣，官至兵部尚書。

## 生平

### 正统朝
明英宗正統四年（1439年）進士。正統十一年授戶科給事中，豪邁負氣節，正色敢言。正統十四年（1449年），發生土木之變，英宗被瓦剌軍俘虜，留京群臣在郕王朱祁鈺面前彈劾王振誤國，伏地痛哭，請族殺王振。錦衣衛指揮馬順為王振黨羽，厲聲呵斥眾人。王竑大怒，奮臂起身，揪起馬順頭髮喊道：「若曹奸黨，罪當誅，今尚敢爾！」，眾大臣亦上前擊打，馬順當即斃命。朝廷大亂，郕王驚恐，起身進殿，王竑率眾跟隨。郕王命中官金英問所欲言，曰：「內官毛貴、王長隨亦振黨，請置諸法。」郕王命拿出兩人，眾人又捶殺之，鮮血遍地。此後，王竑名震天下，并得到郕王倚重。
隨後，郕王繼位，也先圍攻京師，郕王命王竑與王通、楊善守衛京師，升右僉都御史，督毛福壽、高禮軍。寇退，詔偕都指揮夏忠等鎮守居庸關。王竑抵達后，改善軍務，彈劾不稱職將領，壁壘重整一新。

### 景泰朝
景泰元年（1450年）四月，浙江鎮守太監李德上疏攻擊王竑等人當廷毆打馬順無禮，不宜繼續任用。上疏下廷議。于谦等奏稱，此為《春秋》中誅殺亂臣之大義。於是景帝稱意。同年八月，王竑因病回京。不久任同都督僉事徐恭督漕運，治通州至徐州運河。景泰二年（1451年）冬，敕竑兼巡撫淮、揚、廬三府，徐、和二州，又命兼理兩淮鹽課。
景泰四年（1452年）初，上疏請賑災陝山東、河南飢民，徐州廣運倉有餘糧。王竑欲盡開倉救濟，典守中官稱不可。王竑趕往正告：“百姓很快會淪為盜賊。如果我們不開倉而造成民變，我就當先殺掉你，然後我自請死罪。”中官忌憚王竑威名，不得不聽從。王竑於是彈劾自己專擅之罪，稱：“廣運所儲僅支三月，請令死罪以下，得於被災所入粟自贖。”明景帝遂派遣侍郎鄒幹帶帑金馳赴。王竑躬親散發賑災糧食，使得饑荒有一百八十五萬人得活。此外勸富民出米二十五萬余石，供給飢民五十五萬七千家。并給牛種七萬四千余，使得復業者五千五百家，其他地方流民亦有一萬六百余家安定。病者給藥，死者具喪葬，所賣子女的家庭均贖還，歸者予路費。百姓忘記其饑，紛紛頌揚其功德。當時，景帝初聞饑荒非常擔憂，正得王竑發廣運倉自劾疏，喜曰：「賢哉都御史！活我民矣。」尚書金濂、大學士陳循等皆稱讚其功。同年十月，升任左副都御史。當時濟寧亦有饑荒，景帝命尚書沈翼帶領帑金三萬兩賑災，沈翼僅給了五千兩，其餘歸于京庫。王竑知情后上疏請換成米糧賑災，得到批准。
景泰六年，霍山民趙玉山自稱宋裔，以妖術迷眾作亂，王竑捕獲，并先後彈劾數位貪官污吏。

### 天順朝
英宗復辟後，王竑改任為浙江參政，僅過數日，即被石亨、張軏追究當年擊殺馬順事，被除名，編管江夏。半年後，英宗在宮中發現王竑疏中見「正倫理，篤恩義」語，深受感動，改下令派人把王竑「送歸田里」，并囑咐官員善待之。天順五年，在李賢推薦下，王竑又被起用，與兵部侍郎白圭參贊軍務，平定孛來寇亂，次年擊敗寇軍，鎮守莊浪。同年冬召還，次年春復，命竑督漕，巡撫淮揚等地。江淮百姓聽到王竑再來，紛紛歡呼迎拜，數百里不絕。。

### 晚年
憲宗即位後，給事中蕭斌、御史呂洪等，共薦王竑及宣府巡撫李秉。廷臣商議中，尚書王翺、大學士李賢亦支持此議。遂召王竑為兵部尚書，一年後稱病退休。孝宗弘治元年十二月去世，享年七十五歲。正德年間，追贈太子少保，諡莊毅。